# Aafir
Aafir ou Afir (em árabe: أفير) é uma cidade situada no mar Mediterrâneo e uma das três  comuna spertecente ao distrito de Dellys, província de Boumerdès, no norte da Argélia. A população total da cidade era de 13 223 habitantesem 2008. As outras duas comunas do distrito são Ben Choud e a capital, Boumerdès, Argélia, França  .